# اصغول
اصقول یک روستا در ایران است که در دهستان نهارجان واقع شده‌است. اصغول ۸۰ نفر جمعیت دارد.